# Robinsonella mirandae
Robinsonella mirandae là một loài thực vật có hoa trong họ Cẩm quỳ. Loài này được Gómez Pompa miêu tả khoa học đầu tiên năm 1962.